# Andrej Kuznecov
Andrej Aleksandrovič Kuznecov, accreditato dall'ATP con la traslitterazione anglosassone Andrey Kuznetsov (in russo Андрей Александрович Кузнецов?; Tula, 22 febbraio 1991), è un tennista e allenatore di tennis russo.
I suoi migliori ranking ATP sono stati il 39º in singolare nell'aprile 2016 e il 137º in doppio nel febbraio 2017. Vanta diversi titoli conquistati sia in singolare che in doppio nei circuiti minori e si è aggiudicato il torneo di singolare juniores a Wimbledon 2009. Nei tornei ATP ha raggiunto una finale in doppio e alcune semifinali in singolare. Ha esordito nella squadra russa di Coppa Davis nel 2013. Dopo molti anni in cui ha sofferto per un problema a un'anca, nel 2018 ha intrapreso un programma di riabilitazione durato 31 mesi ed è rientrato nel circuito nell'agosto 2020.

## Biografia
Inizia a giocare a tennis a 6 anni con il padre Alexander, che diventa il suo coach, e cresce ammirando il gioco di Federer e Agassi. Fermo 31 mesi dal 2018 al 2020 per problemi all'anca, il 30 giugno 2018 sposa Darya, con la quale ha il figlio Max il 28 dicembre 2019. Nel periodo di convalescenza inizia ad allenare, seguendo nel 2019 Evgenij Donskoj, e commenta gli incontri di tennis per Eurosport. Grazie al suo positivo rientro nel circuito nel 2020, viene candidato al premio ATP per il miglior ritorno dell'anno, che sarà vinto da Vasek Pospisil.

## Carriera da giocatore

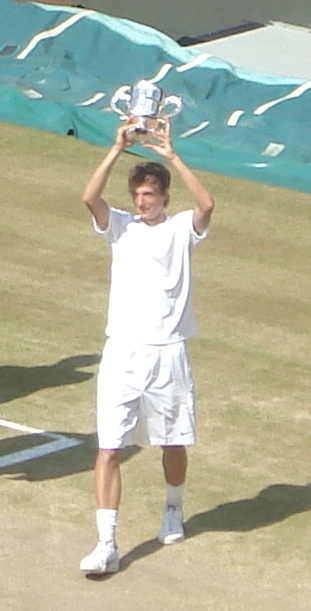
Il trionfo al torneo juniores di Wimbledon 2009

### Juniores
Kuznecov vince il primo torneo nell'ITF Junior Circuit nell'aprile 2007, un Grade 4 in singolare a Tashkent. Negli anni successivi vince altri sei tornei minori in singolare e quattro in doppio. Nel 2009 ottiene il suo miglior risultato vincendo a sorpresa il Torneo di Wimbledon juniores senza essere testa di serie, battendo in finale il qualificato Jordan Cox. Grazie a questo successo sale al 3º posto del ranking di categoria e subito abbandona il circuito juniores per passare a giocare stabilmente nel professionismo.

### 2009-2010, primi titoli ITF, esordi nel circuito maggiore
Nell'aprile 2009 vince il suo primo titolo da professionista al torneo di doppio dell'ITF Futures Egypt F5. Il primo titolo in singolare arriva in giugno all'ITF Italy F14 superando in finale Matteo Viola; nel corso della stagione vincerà altri due tornei ITF in singolare e uno in doppio. In autunno disputa il suo primo incontro ATP grazie alla wild card ricevuta alla Kremlin Cup di Mosca e viene subito battuto da Fabrice Santoro, al St. Petersburg Open si aggiudica il suo primo incontro nel circuito maggiore sconfiggendo in tre set il nº 79 del ranking Marcel Granollers. L'anno successivo si qualifica per il tabellone principale del torneo di Eastbourne e accede al secondo turno approfittando del ritiro di Kei Nishikori. Grazie a una wildcard accede al main draw del Torneo di Wimbledon e al primo turno viene battuto da Victor Hănescu in cinque set. A fine luglio disputa la sua prima finale in un torneo Challenger a Poznań e viene sconfitto in due set da Denis Gremelmayr. Verso fine stagione partecipa alla Kremlin Cup e al St. Petersburg Open e viene sconfitto al primo turno rispettivamente dai qualificato Victor Crivoi e da Evgenij Donskoj.

### 2011, primi quarti di finale in un torneo ATP
L'anno seguente Kuznecov partecipa a più tornei ATP: il primo è il Grand Prix Hassan II, dove supera le qualifiche e si spinge fino ai quarti di finale. Al primo turno supera Sergio Gutiérrez-Ferrol, al secondo compie un'impresa eliminando la seconda testa di serie Marcos Baghdatis, ex-numero 8 del mondo, per 6-4, 4-6, 6-4, per poi essere eliminato da Victor Hănescu in tre set. La settimana dopo usufruisce di una wild card al Barcelona Open e viene subito eliminato da Édouard Roger-Vasselin. In aprile supera le qualificazioni a Monaco di Baviera ed esce di scena al primo turno per mano di Nikolaj Davydenko. Per poter partecipare a un nuovo torneo ATP deve aspettare fino a ottobre e con una wild card prende parte alla Kremlin Cup e al primo turno viene sconfitto in tre set da Igor' Kunicyn.

### 2012, primi titoli Challenger e top 100
Nel 2012 Kuznecov è impegnato in prevalenza nel circuito Challenger, dopo aver vinto a inizio stagione due tornei ITF, in aprile vince a Napoli il suo primo titolo Challenger. Il mese dopo si qualifica per il tabellone principale all'Open di Francia, dove strappa un set al numero 5 del ranking Jo-Wilfried Tsonga. Supera le qualificazioni anche a Wimbledon sconfiggendo in successione Berankis, il cinese Zhang Ze e Marc Gicquel, al primo turno del main draw viene sconfitto dall'altro qualificato Florent Serra in cinque set. Partecipa quindi al torneo ATP di Umago con una wildcard e raggiunge i quarti sconfiggendo Daniel Muñoz de la Nava e Mate Pavić prima di essere eliminato da Fernando Verdasco. Torna a giocare nei Challenger e in settembre ne vince tre consecutivamente a Todi, Trnava e Lermontov, facendo così il suo ingresso nella top 100 già dopo il titolo di Trnava e raggiungendo la 72ª posizione dopo Lermontov. In novembre vince il primo titolo in doppio nei Challenger al Marbella Open.

### 2013, esordio in Coppa Davis e nº 68 del ranking
In gennaio gioca per la prima volta all'Australian Open entrando nel main draw per diritto di classifica, al primo turno concede solo 8 giochi al nº 12 del mondo Juan Mónaco, vincendo il suo primo incontro in uno Slam, ed esce di scena al secondo turno. Nel periodo successivo raggiunge il secondo turno anche nei tornei ATP di Buenos Aires, Acapulco, dopo il quale porta il best ranking al 68º posto, e Barcellona. Agli Internazionali d'Italia sconfigge nelle qualificazioni Lukáš Rosol, al primo turno del main draw approfitta del ritiro di Xavier Malisse e viene quindi eliminato da Juan Martín del Potro, mentre non supera il primo turno all'Open di Francia. Raggiunge il secondo turno anche a 's-Hertogenbosch, al Torneo di Wimbledon, dopo aver eliminato Albert Montañés, e a Gstaad. Dopo gli US Open, dove perde in 5 set al primo turno, in settembre fa il suo debutto nella squadra russa di Coppa Davis e si impone sia nell'incontro di doppio che in quello di singolare, a risultato acquisito, nella sfida vinta 5-0 con il Sudafrica. Nella parte finale del 2013 gioca soprattutto nei Challenger, non conferma i titoli vinti nel settembre 2012 e in ottobre scende al 148º posto del ranking; il miglior risultato sarà la finale raggiunta nell'ultimo torneo stagionale di Tjumen', persa contro Golubev.

### 2014, prima semifinale ATP in doppio
Non partecipa alla trasferta australiana di inizio stagione e ottiene il primo risultato di rilievo in marzo raggiungendo i quarti di finale al torneo ATP di Zagabria, viene eliminato dal nº 12 ATP Tommy Haas dopo aver sconfitto i top 100 Serhij Stachovs'kyj e Igor Sijsling. A Casablanca supera nelle qualificazioni Gilles Simon, nel secondo turno del main draw Jiří Veselý ed esce di nuovo nei quarti ad opera di Roberto Carballés Baena. Dopo il secondo turno raggiunto a Barcellona, vince al Challenger di Ostrava sia il titolo in doppio che quello in singolare. Sfiora la qualifica all'Open di Francia, battuto 11-9 al terzo set nell'incontro decisivo. Compie un'impresa al secondo turno di Wimbledon eliminando dopo 5 set il nº 7 del mondo David Ferrer, che nei precedenti 10 tornei dello Slam era sempre arrivato nei quarti; al suo esordio in un incontro di terzo turno in uno Slam viene sconfitto da Leonardo Mayer e a fine torneo rientra nella top 100. In agosto si aggiudica il torneo di doppio al Challenger di Praga e subito dopo perde la finale in singolare in quello di Meerbusch. Accede al terzo turno anche agli US Open battendo Fernando Verdasco e viene eliminato da Andy Murray in 4 set. In settembre viene schierato in singolare nella prima giornata della sfida di Coppa Davis vinta 4-1 contro il Portogallo e supera agevolmente Gastão Elias. A fine stagione raggiunge la semifinale in doppio a Mosca, mentre ottiene solo sconfitte negli ultimi tornei in singolare.

### 2015, terzo turno al Roland Garros

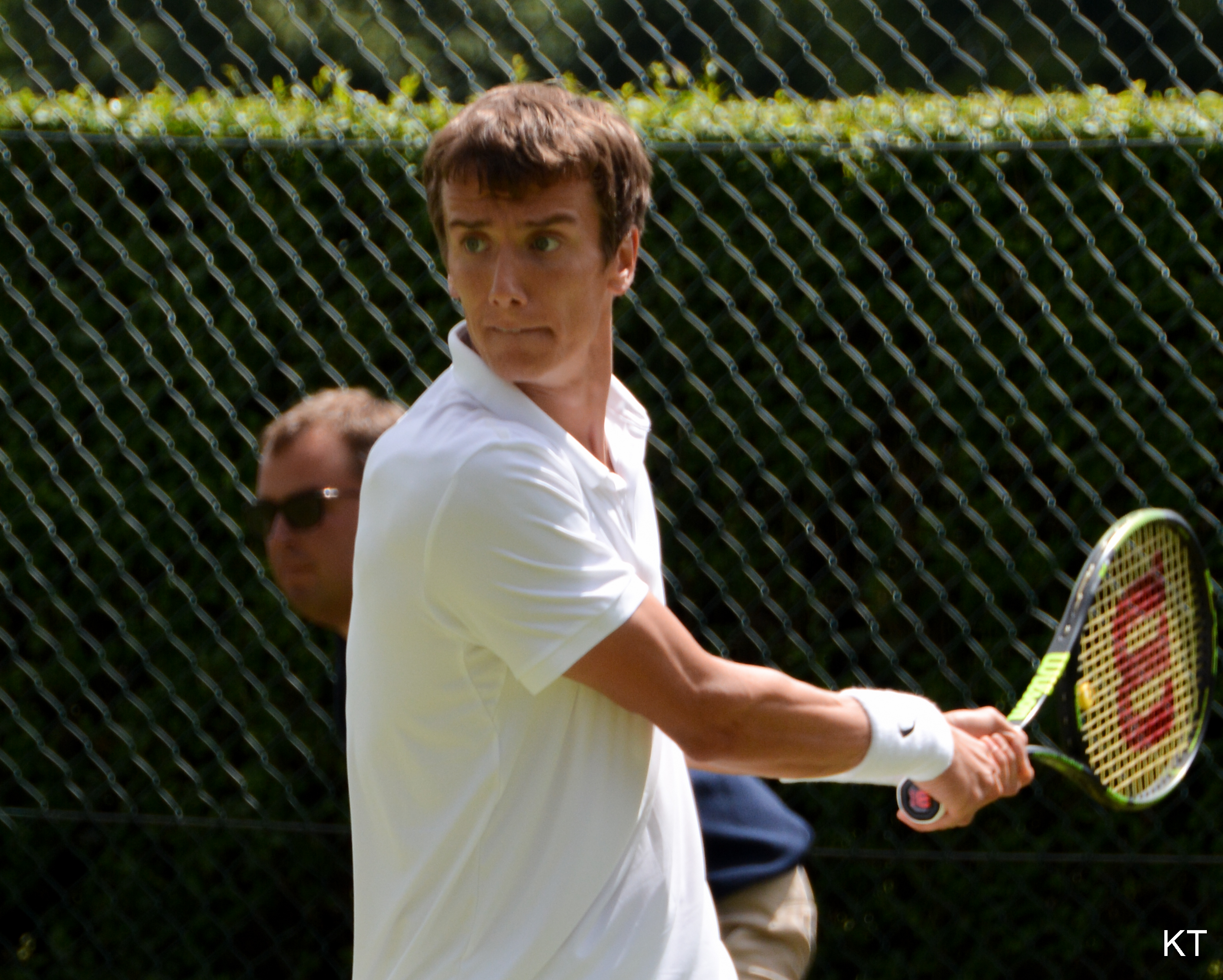
Wimbledon 2015

Inizia la stagione in Australia vincendo il torneo di doppio all'Onkaparinga Challenger, dove gioca i quarti in singolare. Al primo turno dell'Australian Open sconfigge Albert Ramos Viñolas e al secondo raccoglie solo 5 giochi contro Đoković. Supera le qualificazioni a Rotterdam e al primo turno cede al nº 6 del mondo Milos Raonic dopo aver vinto il primo set. Esce al secondo turno a Marsiglia e nella successiva sfida di 
Coppa Davis contro la Danimarca vince entrambi gli incontri in singolare. Si qualifica a Monte Carlo e al primo turno viene rimontato da Gaël Monfils, mentre raggiunge il secondo turno a Barcellona e a Ginevra. Per la prima volta raggiunge il terzo turno al Roland Garros e Nadal gli concede solo sei giochi. Eliminato nelle qualificazioni a Wimbledon, perde la finale nel successivo Challenger di Scheveningen, dove insieme ad Aslan Karacev dà forfait alla vigilia della finale di doppio. Verso fine agosto inizia una striscia di 10 vittorie consecutive che gli valgono la conquista dei titoli nei Challenger di Manerbio e Como; poco dopo vince il torneo di doppio all'Istanbul Challenger in coppia con Oleksandr Nedovjesov. Salta la tournée nordamericana e prende parte a quella asiatica, nella quale non va oltre il primo turno allo Shanghai Masters. A fine ottobre per la prima volta in carriera supera il primo turno a Mosca, al secondo sconfigge Michail Kukuškin e perde contro Marin Čilić il suo unico incontro stagionale valido per i quarti di finale di un torneo ATP. Due settimane dopo si trova alla 77ª posizione in classifica, suo miglior ranking della stagione.

### 2016, quarto turno agli Australian Open, 39º nel ranking
Disputa il primo torneo dell'anno a Doha e arriva nei quarti, viene eliminato da Nadal dopo aver vinto il secondo set. All'Australian Open raggiunge per la prima volta il quarto turno in una prova dello Slam, elimina tra gli altri il nº 31 del ranking Jérémy Chardy e cede in 4 set a Gaël Monfils. Con questo risultato risale 22 posizioni nella classifica mondiale attestandosi alla 52ª, suo nuovo best ranking. In febbraio perde contro Marin Čilić nei quarti di finale a Marsiglia e nella prima giornata della sfida di Coppa Davis vinta 5-0 contro la Svezia supera in 4 set Isak Arvidsson. A Indian Wells raggiunge per la prima volta il terzo turno in un Masters 1000 e viene sconfitto in due set dal nº 4 del mondo Stan Wawrinka. Si migliora al successivo Masters di Miami arrivando al quarto turno; al secondo turno si prende la rivincita su Wawrinka, battuto in due set, supera in rimonta Adrian Mannarino e viene eliminato da Nick Kyrgios. Conferma il buon momento di forma spingendosi fino ai quarti nell'ATP 500 di 
Barcellona, dove raccoglie solo 4 giochi contro Philipp Kohlschreiber, e a fine torneo sale al 39º posto del ranking. In questo periodo diventa il primo giocatore russo nella classifica mondiale. In maggio viene sconfitto da Nadal al secondo turno a Madrid e da Lukáš Rosol nei quarti a Ginevra, mentre al secondo turno dell'Open di Francia è Kei Nishikori a sbarrargli la strada.
A Wimbledon sconfigge prima il nº 24 ATP Pablo Cuevas, poi il nº 39 Gilles Müller e al terzo turno cede di nuovo a Nishikori. Chiamato a rappresentare la Russia alle Olimpiadi di Rio de Janeiro, viene schierato in singolare ed è costretto al ritiro nell'incontro di primo turno contro Roberto Bautista Agut sul risultato di 1 set pari. A Winston-Salem perde per la decima volta consecutiva un quarto di finale in un torneo ATP, questa volta contro Pablo Carreño Busta, e al terzo turno degli US Open subisce la terza sconfitta stagionale da Nadal. Con due vittorie in singolare su Michail Kukuškin e Oleksandr Nedovjesov, trascina la Russia nel playoff per il Gruppo Mondiale di Davis vinto 3-1 contro i kazaki a Mosca. Nei tornei di fine stagione si mette in luce in doppio raggiungendo in coppia con Konstantin Kravčuk le semifinali a San Pietroburgo e a Mosca, mentre in singolare non va oltre il secondo turno.

### 2017, prime semifinali ATP in singolare e prima finale ATP in doppio
Nel gennaio 2017 raggiunge per la prima volta una semifinale ATP in singolare a Sydney sconfiggendo nei quarti Pablo Carreño Busta e perde in tre set contro Daniel Evans. Al primo turno dell'Australian Open viene sconfitto al quinto set dal nº 5 del mondo Nishikori, e sarà la prima delle 6 sconfitte consecutive che patirà al primo turno. Perde l'incontro di doppio nella sfida di Coppa Davis vinta 4-1 dalla Serbia. Raggiunge la sua prima finale del circuito maggiore nel torneo di doppio a Sofia e, in coppia con Michail Elgin, viene sconfitto da Viktor Troicki / Nenad Zimonjić con il punteggio di 4-6, 4-6. In marzo torna a vincere un incontro in singolare eliminando Denis Istomin al primo turno a Miami e al secondo esce per mano di Ivo Karlović. Il mese successivo raggiunge i quarti a Budapest grazie alle vittorie su Ryan Harrison e Fabio Fognini, prima di essere sconfitto da Paolo Lorenzi. Nel torneo di Ginevra supera al secondo turno il nº 20 ATP Albert Ramos Viñolas, nei quarti ha la meglio su Cedrik-Marcel Stebe e perde la sua seconda semifinale ATP contro il padrone di casa Stan Wawrinka. Subisce quindi altre 4 sconfitte consecutive al primo turno nei successivi tornei, tra i quali l'Open di Francia e Wimbledon.
Torna al successo a Båstad e si spinge fino in semifinale eliminando nell'ordine Jan-Lennard Struff, Carreño Busta e Schwartzman; a negargli la finale è Aleksandr Dolhopolov, che gli concede solo 5 giochi. Nei restanti tornei ATP di fine stagione non supera mai il secondo turno; al primo turno degli US Open perde in 4 set contro Feliciano López. In ottobre raggiunge assieme a Evgenij Donskoj la semifinale nel torneo di doppio a Mosca. Nonostante le tre semifinali disputate nel 2017 in singolare, il bilancio vittorie/sconfitte è ampiamente negativo e nel corso della stagione retrocede spesso nel ranking, in novembre esce dalla top 100 e chiude l'anno al 107º. Tra i motivi del calo di rendimento vi è il dolore all'articolazione dell'anca che lo condiziona da quando aveva 16 anni. Sin da allora ha dovuto fare costante ricorso alle cure mediche e nel corso del 2017 il dolore è progressivamente aumentato. Disputa il suo ultimo torneo in ottobre e a fine anno si reca in Spagna per sottoporsi a delle cure.

### 2018-2021, 31 mesi di convalescenza per problemi all'anca e rientro
Rientra in campo nel gennaio del 2018 ma il dolore all'anca persiste, disputa un solo incontro e si prende quindi una pausa per seguire un percorso di riabilitazione. In seguito si rende conto che il problema era stato sottovalutato e i tempi di recupero si allungano. Programma il rientro per il marzo 2020, periodo in cui il tennis mondiale si ferma per la pandemia di COVID-19, e torna a giocare tra i professionisti solo nell'agosto successivo, usufruendo del ranking protetto. Fa il suo nuovo esordio al Challenger Prague Open e viene sconfitto al primo turno da Tallon Griekspoor. Prende parte agli US Open e al primo turno sconfigge a sorpresa il nº 45 ATP Sam Querrey prima di cedere a Karen Chačanov. Sfiora la qualificazione al Roland Garros e per fine stagione deve scendere di categoria, senza ottenere particolari risultati. Inizia il 2021 perdendo la finale di un torneo ITF in Russia e in marzo raggiunge i quarti nel Challenger di San Pietroburgo I. Il mese dopo supera le qualificazioni all'ATP 500 di Barcellona e viene subito sconfitto al terzo set da Bernabé Zapata Miralles. Al primo turno delle qualificazioni del Roland Garros sconfigge il nº 90 ATP Il'ja Ivaška e viene quindi eliminato da Illja Marčenko; anche a Wimbledon non supera le qualificazioni. In luglio vince il suo primo torneo dopo quasi 6 anni al Challenger Nur-Sultan II, dopo il quale ritorna nella top 300 del ranking. L'unico risultato importante di fine stagione è la semifinale in novembre al Tenerife Challenger, nella quale cede in due set a Feliciano López, e la settimana successiva sale al 255º posto del ranking.

### 2022-2024, lunghi periodi di inattività
A fine gennaio 2022 raggiunge i quarti di finale nel Challenger di Quimper, continua a giocare nei Challenger e vince solo due dei successivi nove incontri. Si riscatta superando le qualificazioni al Roland Garros ed esce di scena al primo turno per mano di Diego Schwartzman. A fine torneo sale al 215º posto del ranking, nel periodo successivo non consegue risultati di rilievo e a luglio scende in 300ª posizione. Resta quindi inattivo per più di un anno ed esce dal ranking. Torna nel circuito nell'agosto 2014 solo per giocare al Winston-Salem Open, entra in tabellone come lucky loser e perde al turno di esordio. Si ripresenta nel gennaio 2024, nei primi dieci mesi della stagione gioca e perde solo tre incontri nelle qualificazioni del singolare. Vince l'unico incontro del 2024 in un torneo Challenger di doppio.

## Carriera da allenatore
Nel periodo di convalescenza dovuto ai problemi all'anca, nel 2019 inizia a lavorare come allenatore seguendo Evgenij Donskoj. Nonostante sia poi tornato a giocare nel circuito professionistico, si prende lunghe pause ed entra nello staff tecnico di Roman Safiullin.

## Statistiche
Aggiornate al 30 settembre 2024.

### Doppio

#### Finali perse (1)
| Legenda                   |
| Grande Slam (0)           |
| ATP World Tour Finals (0) |
| ATP Masters 1000 (0)      |
| ATP World Tour 500 (0)    |
| ATP World Tour 250 (1)    |

| Nº | Data             | Torneo            | Superficie  | Compagno      | Avversari in finale           | Punteggio |
| 1. | 12 febbraio 2017 | Sofia Open, Sofia | Cemento (i) | Michail Elgin | Viktor Troicki Nenad Zimonjić | 4-6, 4-6  |

### Tornei minori

#### Singolare

##### Vittorie (15)
| Legenda tornei minori |
| Challenger (8)        |
| Futures (7)           |

| Nº | Data              | Torneo                                     | Superficie  | Avversario in finale        | Punteggio        |
| 1. | 29 aprile 2012    | Tennis Napoli Cup, Napoli                  | Terra rossa | Jonathan Dasnieres de Veigy | 7–6(6), 7–6(6)   |
| 2. | 16 settembre 2012 | Internazionali di Tennis dell'Umbria, Todi | Terra rossa | Paolo Lorenzi               | 6-3, 2-0 rit.    |
| 3. | 23 settembre 2012 | ATP Challenger Trophy, Trnava              | Cemento     | Adrian Ungur                | 6-3, 6-3         |
| 4. | 30 settembre 2012 | Lermontov Cup, Lermontov                   | Terra rossa | Farruch Dustov              | 6(7)–7, 6-2, 6-2 |
| 5. | 4 maggio 2014     | Ostrava Open, Ostrava                      | Terra rossa | Miloslav Mečíř Jr.          | 2–6, 6–3, 6–0    |
| 6. | 30 agosto 2015    | Internazionali di Manerbio, Manerbio       | Terra rossa | Daniel Muñoz de la Nava     | 6-4, 3-6, 6-1    |
| 7. | 6 settembre 2015  | Città di Como Challenger, Como             | Terra rossa | Daniel Brands               | 6–4, 6–3         |
| 8. | 25 luglio 2021    | President's Cup II, Nur-Sultan             | Cemento     | Jason Kubler                | 6–3, 2–1 rit.    |

##### Finali perse (8)
| Legenda tornei minori |
| Challenger (4)        |
| Futures (4)           |

| Nº | Data             | Torneo                          | Superficie  | Avversario in finale | Punteggio           |
| 1. | 24 luglio 2010   | Poznań Open, Poznań             | Terra rossa | Denis Gremelmayr     | 1-6, 2-6            |
| 2. | 24 novembre 2013 | Siberia Cup, Tjumen'            | Cemento (i) | Andrej Golubev       | 4–6, 3–6            |
| 3. | 17 agosto 2014   | Meerbusch Challenger, Meerbusch | Terra rossa | Jozef Kovalík        | 1–6, 4–6            |
| 4. | 26 luglio 2015   | The Hague Open, Scheveningen    | Terra rossa | Nikoloz Basilašvili  | 7–6(3), 6(4)–7, 3–6 |

#### Doppio

##### Vittorie (8)
| Legenda tornei minori |
| Challenger (5)        |
| Futures (3)           |

| Nº | Data              | Torneo                                       | Superficie  | Compagno                 | Avversari in finale                      | Punteggio        |
| 1. | 17 novembre 2012  | I Marbella Open, Marbella                    | Terra rossa | Javier Martí             | Emilio Benfele Álvarez Adelchi Virgili   | 6–3, 6–3         |
| 2. | 3 maggio 2014     | Ostrava Open, Ostrava                        | Terra rossa | Adrián Menéndez Maceiras | Alessandro Motti Matteo Viola            | 4–6, 6–3, [10–8] |
| 3. | 9 agosto 2014     | Prague Open, Praga                           | Terra rossa | Toni Androić             | Roberto Maytín Miguel Ángel Reyes Varela | 7–5, 7–5         |
| 4. | 11 gennaio 2015   | Onkaparinga Challenger, Città di Onkaparinga | Cemento     | Oleksandr Nedovjesov     | Alex Bolt Andrew Whittington             | 7–5, 6–4         |
| 5. | 19 settembre 2015 | Istanbul Challenger, Istanbul                | Cemento     | Oleksandr Nedovjesov     | Aleksandre Metreveli Anton Zajcev        | 6–2, 5–7, [10–8] |